# 2022 chez Disney
Cet article présente la liste des évènements de la Walt Disney Company ayant eu lieu en 2022.

## Événements

### Avril
- 13 avril 2022, une cérémonie est donnée pour avoir atteint le point le plus élevé de la construction du Four Hudson Square, nouveau siège de la Walt Disney Company à New York[1]
- 14 avril 2022,la chaîne Star India est rebaptisée Disney Star[2]
- 27 avril 2022, Tokyo Disney Resort a annoncé la fermeture de l'attraction Space Mountain pour rénovation en 2024, avec une réouverture sous une nouvelle version, un nouvel extérieur et de nouveaux effets visuels pour 2027[3].

### Octobre
- 10 octobre 2022, le studio australien est rebaptisé Disney Studios Australia[4].

### Novembre
- 29 novembre 2022, Disney achète la participation restante de 15% de MLB pour 900 millions d'USD, devenant l'unique propriétaire de BAMTech [5],[6].